# Almidón

Estructura de la molécula de amilosa.

Estructura de la molécula de amilopectina.

El almidón, o fécula, es una macromolécula que está compuesta por dos polímeros distintos de glucosa: la amilosa (en proporción del 25%) y la amilopectina (75%). Es el glúcido de reserva de la mayoría de los vegetales. Gran parte de las propiedades de la harina y de los productos de panadería y repostería pueden explicarse conociendo las características del almidón.

## Etimología
El término castellano almidón, aunque pueda parecer de origen árabe, proviene directamente del latín, al igual que muchos otros términos castellanos que también empiezan por al- sin ser esta la habitual partícula arábiga. Almidón procede, pues, tras alguna disimilación, de la palabra latina amy̆lum, adaptación vulgar del latín medieval amidum, que deriva del griego ámylon: que no se muele, la cual está asociada al indoeuropeo mel: moler o refinar.

## Componentes
El almidón está constituido por dos compuestos de diferente estructura:
- Amilosa: Está formada por α-D-glucopiranosas unidas por centenares o miles (normalmente de 300 a 3000 unidades de glucosa) mediante enlaces α-(1 → 4) en una cadena sin ramificar, o muy escasamente ramificada mediante enlaces α-(1 → 6). Esta cadena adopta una disposición helicoidal y tiene seis monómeros por cada vuelta de hélice. Suele constituir del 25 al 30% del almidón.

- Amilopectina: Representa el 70-75 % restante. También está formada por α-D-glucopiranosas, aunque en este caso conforma una cadena altamente ramificada en la que hay uniones α-(1 → 4), como se indicó en el caso anterior, y muchos enlaces α-(1 → 6) que originan lugares de ramificación cada doce monómeros. Su peso molecular es muy elevado, ya que cada molécula suele reunir de 2000 a 200 000 unidades de glucosa.

De todos modos, la proporción entre estos dos componentes varía según el organismo en el que se encuentre.
Los almidones de los cereales contienen pequeñas cantidades de grasas. Los lípidos asociados al almidón son, generalmente, lípidos polares, que necesitan disolventes polares tales como metanol-agua, para su extracción. Generalmente el nivel de lípidos en el almidón cereal, está entre 0,5 y 1%. Los almidones no cereales no contienen esencialmente lípidos.
Desde el punto de vista químico, es una mezcla de dos polisacáridos muy similares, la amilosa y la amilopectina; contienen regiones cristalinas y no cristalinas en capas alternadas. Puesto que la cristalinidad es producida por el ordenamiento de las cadenas de amilopectina, los gránulos de almidón céreo tienen parecido grado de cristalinidad que los almidones normales. La disposición radial y ordenada de las moléculas de almidón en un gránulo resulta evidente al observar la cruz de polarización (cruz blanca sobre un fondo negro) en un microscopio de polarización cuando se colocan los polarizadores a 90° entre sí. El centro de la cruz corresponde con el hilum, el centro de crecimiento de gránulo.
La amilosa es el producto de la condensación de D-glucopiranosas por medio de enlaces glucosídicos a(1,4), que establece largas cadenas lineales con 200-2500 unidades y pesos moleculares hasta de un millón; es decir, la amilosa es una a-D-(1,4)-glucano cuya unidad repetitiva es la a-maltosa. Tiene la facilidad de adquirir una conformación tridimensional helicoidal, en la que cada vuelta de hélice consta de seis moléculas de glucosa. El interior de la hélice contiene solo átomos de hidrógeno, y es por tanto lipofílico, mientras que los grupos hidroxilo están situados en el exterior de la hélice. La mayoría de los almidones contienen alrededor del 25 % de amilosa. Los dos almidones de maíz comúnmente conocidos como ricos en amilosa que existen comercialmente poseen contenidos aparentes de masa alrededor del 52% y del 70-75%.
La amilopectina se diferencia de la amilosa en que contiene ramificaciones que le dan una forma molecular similar a la de un árbol; las ramas están unidas al tronco central (semejante a la amilosa) por enlaces a-D-(1,6), localizadas cada 15-25 unidades lineales de glucosa. Su peso molecular es muy alto ya que algunas fracciones llegan a alcanzar hasta 200 millones de daltones. La amilopectina constituye alrededor del 75% de los almidones más comunes. Algunos almidones están constituidos exclusivamente por amilopectina y son conocidos como céreos. La amilopectina de papa es la única que posee en su molécula grupos éster fosfato, unidos más frecuentemente en una posición O-6, mientras que el tercio restante lo hace en posición O-3.

## Forma de los granos de almidón

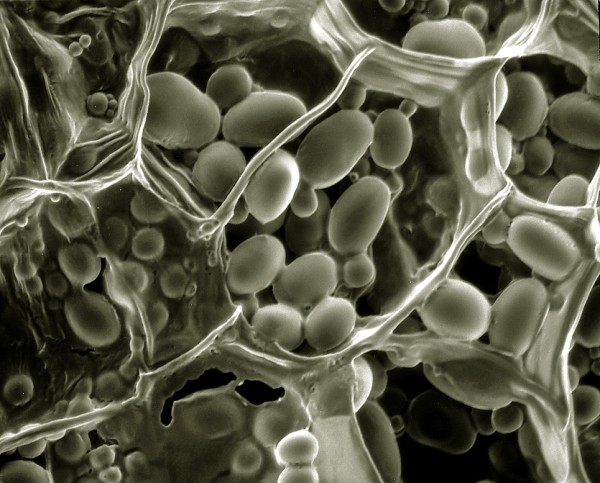
Granos de almidón en células de patata visto con un microscopio electrónico de barrido.

Los tamaños y las formas de los granos de almidón de las células del endospermo, varía de un cereal a otro; en el trigo, centeno, cebada, maíz, sorgo y mijo, los granos son sencillos, mientras que los de arroz son compuestos. La avena tiene granos sencillos y compuestos predominando estos últimos.
La mayor parte de los granos de almidón de las células del endospermo prismático y central del trigo tiene dos tamaños: grande, 30-40 micras de diámetro, y pequeño, 1-5 micras, mientras que los de las células del endospermo sub-aleurona, son principalmente de tamaño intermedio 6-15 micras de diámetro. En las células del endospermo sub-aleurona hay relativamente más proteína y los granos de almidón están menos apretados que en el resto del endospermo.

## Hidratación
Los gránulos de almidón son insolubles en agua fría, pero pueden contener agua al aumentar la temperatura, es decir los gránulos de almidón sufren el proceso denominado gelatinización. Durante la gelatinización se produce la lixiviación de la amilosa, la gelatinización total se produce normalmente dentro de un intervalo más o menos amplio de temperatura, siendo los gránulos más grandes los que primero gelatinizan.
Los diversos estados de gelatinización pueden ser determinados. Estos estados son: la temperatura de iniciación (primera observación de la pérdida de birrefringencia), la temperatura media, la temperatura final de la pérdida de birrefringencia (TFPB, es la temperatura a la cual el último gránulo en el campo de observación pierde su birrefringencia) y el intervalo de temperatura de gelatinización.
Al final de este fenómeno se genera una pasta en la que existen cadenas de amilosa de bajo peso molecular altamente hidratadas que rodean a los agregados, también hidratados, de los restos de los gránulos.

## Retrogradación
Se define como la insolubilización y la precipitación espontánea, principalmente de las moléculas de amilosa, debido a que sus cadenas lineales se orientan paralelamente y reaccionan entre sí por puentes de hidrógeno a través de sus múltiples hidroxilos; se puede efectuar por diversas rutas que dependen de la concentración y de la temperatura del sistema. Si se calienta una solución concentrada de amilosa y se enfría rápidamente hasta alcanzar la temperatura ambiente se forma un gel rígido y reversible, pero si las soluciones son diluidas, se vuelven opacas y precipitan cuando se dejan reposar y enfriar lentamente.
La retrogradación esta directamente relacionada con el envejecimiento del pan, las fracciones de amilosa o las secciones lineales de amilopectina que retrogradan, forman zonas con una organización cristalina muy rígida, que requiere de una alta energía para que se rompan y el almidón gelatinice.
Las moléculas de amilosa y amilopectina están dispersas en la solución acuosa (gelatinizada) de almidón. Después del enfriamiento, las porciones lineales de varias moléculas se colocan paralelamente debido a la formación de enlaces H. Esto obliga a las moléculas de agua a apartarse y a permitir que las moléculas cristalicen juntas.
Cuando se disuelve el almidón en agua, la estructura cristalina de las moléculas de amilosa y amilopectina se pierde y éstas se hidratan, formando un gel, es decir, se gelatiniza. Si se enfría este gel, e inclusive si se deja a temperatura ambiente por suficiente tiempo, las moléculas se reordenan, colocándose las cadenas lineales de forma paralela y formando puentes de hidrógeno. Cuando ocurre este reordenamiento, el agua retenida es expulsada fuera de la red (proceso conocido como sinéresis), es decir, se separan la fase sólida (cristales de amilosa y de amilopectina) y la fase acuosa (agua líquida).
El fenómeno de sinéresis puede observarse en la vida cotidiana en las cremas de pastelería, yogures, salsas y purés.

## Gelificación
| Tipo de almidón               | Maíz                                                                            | Trigo                                                            |
| ----------------------------- | ------------------------------------------------------------------------------- | ---------------------------------------------------------------- |
| Amilosa                       | 27%                                                                             | 24%                                                              |
| Forma del gránulo             | Angular poligonal, esférico                                                     | Esférico o lenticular                                            |
| Tamaño                        | 5-25 micras                                                                     | 11-41 micras                                                     |
| Temperatura de gelatinización | 88-90 °C                                                                        | 58-64 °C                                                         |
| Características del gel       | Tiene una viscosidad media, es opaco y tiene una tendencia muy alta a gelificar | Viscosidad baja, es opaco y tiene una alta tendencia a gelificar |

## Almidón y arqueología

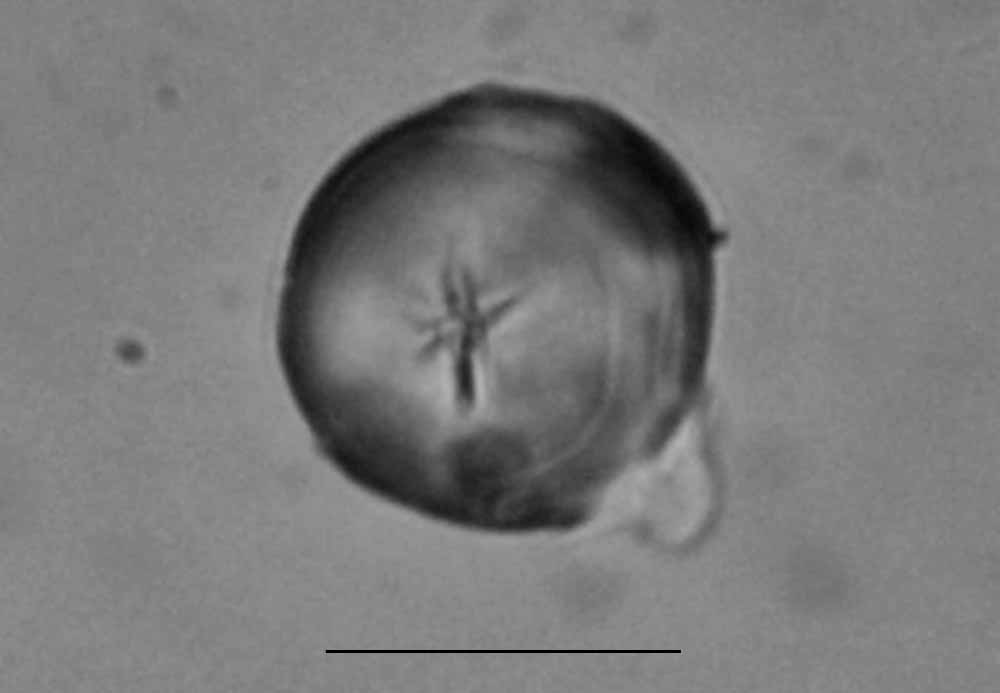
Grano de almidón de marunguey (Zamia amblyphyllidia) recuperado en herramienta lítica.
Sitio Utu-27, Puerto Rico (ca. 1100 d. C.).

Debido a las cualidades morfológicas diferenciadas con que cuentan los gránulos de almidón según la planta a la cual pertenecen, se ha diseñado una técnica de investigación paleo etnobotánica (granos de almidón en arqueología) de gran ayuda para la arqueología de las regiones tropicales del mundo. 
Muchas plantas, sobre todo tuberosas y de semillas, no habían podido ser identificadas en los contextos arqueológicos de los trópicos, situación que limitaba el conocimiento que se podía tener sobre la importancia que tuvieron las plantas para los pueblos antiguos de estas áreas. 
Los gránulos de almidón, al ser estructuras perdurables en las herramientas arqueológicas relacionadas con la producción de alimentos y otros derivados, pueden ser recuperados e identificados. El proceso de extracción de almidones de herramientas arqueológicas comienza con la recolección de muestras de sedimentos en los poros, grietas y fisuras de dichas herramientas para luego someterlas a un proceso de separación química (por medio de centrifugación con cloruro de cesio).
Gracias a la aplicación del estudio de granos de almidón en arqueología, en la actualidad existen varias investigaciones sobre el origen y evolución de las plantas en el neotrópico americano que han servido para comenzar a trazar, de manera efectiva, muchas de las dinámicas bioculturales en torno al desarrollo de las plantas económicas (silvestres y domésticas) y de la complejidad sociocultural de los pueblos indígenas.

## Almidón y digestión
El proceso de digestión, en todos los organismos vivos, implica el desdoblamiento de moléculas complejas y de elevada masa molecular, en otras más sencillas de manera que los nutrientes puedan ser absorbidos. Involucra una serie de mecanismos de reacción, entre los que encontramos la adición de agua, conocida como hidrólisis.

Para el caso del almidón, las amilasas secretadas por las glándulas salivales y el
páncreas, son las encargadas de degradar los carbohidratos. De esta forma, los polisacáridos como el almidón que se encuentran en el alimento, son degradados a disacáridos tales como la maltosa, con capacidad para atravesar la mucosa y ser absorbidos en el intestino.

## Almidón como antídoto
El almidón tiene uso como antídoto en la intoxicación por yodo, y cabe recalcar que actúa como antídoto únicamente para esta sustancia. 
El yodo es una sustancia altamente tóxica por su poder oxidante y puede producir causticación digestiva e irritación de vías respiratorias, esto último debido a que algunas de sus soluciones comerciales son volátiles. La intoxicación por yodo, y derivados del mismo, se manifiesta clínicamente de manera principal con irritación digestiva.  
El protocolo de actuación cuando se produce la intoxicación en adultos consiste en realizar un vaciado de estómago y la adición de una suspensión al 10% de almidón para realizar un lavado gástrico. Si no se puede realizar el lavado, administrar por vía oral  almidonada, es decir, 100 ml cada 5-10 minutos y repetir 3-4 veces. El mecanismo en el cual se basa la actuación como antídoto del almidón es su capacidad para neutralizar el yodo.
El color azulado del agua de retorno del lavado gástrico, indica que está siendo eficaz, por lo que debe de continuar lavando. Este color azulado del agua de retorno del lavado gástrico se debe a que se produce una reacción química entre el iodo y el almidón. El yodo se disuelve y los iones I3- entran dentro de la molécula de almidón (específicamente amilosa) produciendo un efecto óptico de color azul. Esta reacción química es la base sobre la cual se desarrolla la prueba de yodo.
El mecanismo de acción del almidón como antídoto consiste en la inactivación de la fracción no absorbida de yodo. Por lo tanto, el antídoto es efectivo durante las primeras horas tras la intoxicación puesto que a medida que transcurre el tiempo el yodo se absorberá y el almidón no tendrá utilidad terapéutica. El almidón es capaz de absorber el yodo en un amplio rango de concentraciones. En determinados casos, cuando la concentración de yodo libre es suficientemente alta, además de unirse a la amilosa será capaz de unirse a otro componente del almidón, la amilopectina.
Las intoxicaciones por yodo son poco frecuentes, pero pueden darse en algunas situaciones, como en individuos con enfermedades tiroideas, ancianos, fetos y neonatos o pacientes con otros factores de riesgo. En estas poblaciones, la probabilidad de desarrollar una disfunción tiroidea (hipo o hipertiroidismo) inducida por yodo se ve aumentada.
En situaciones normales, el yodo ingerido por la dieta no sería suficiente para conseguir una intoxicación, por lo que es más habitual que se llegue a estas situaciones tras la ingesta de un gran número de suplementos de yodo. Algunos medicamentos como amiodarona también pueden producir intoxicaciones por yodo. Por tanto, son intoxicaciones generalmente voluntarias cuyo tratamiento con almidón puede llevarse a cabo rápidamente. El tratamiento con almidón se realiza como complemento al lavado gástrico y al carbón activado, que evitarán que el yodo se siga absorbiendo.